# Castellet i la Gornal
Castellet i la Gornal là một đô thị trong comarca Alt Penedès, Barcelona, Catalonia, Tây Ban Nha.

## Biến động dân số
| 1900 | 1930 | 1950 | 1970 | 1986 | 2007 |
| ---- | ---- | ---- | ---- | ---- | ---- |
| 1834 | 1662 | 1401 | 1327 | 1064 | 2044 |